# Prinsvillan, Tyresö

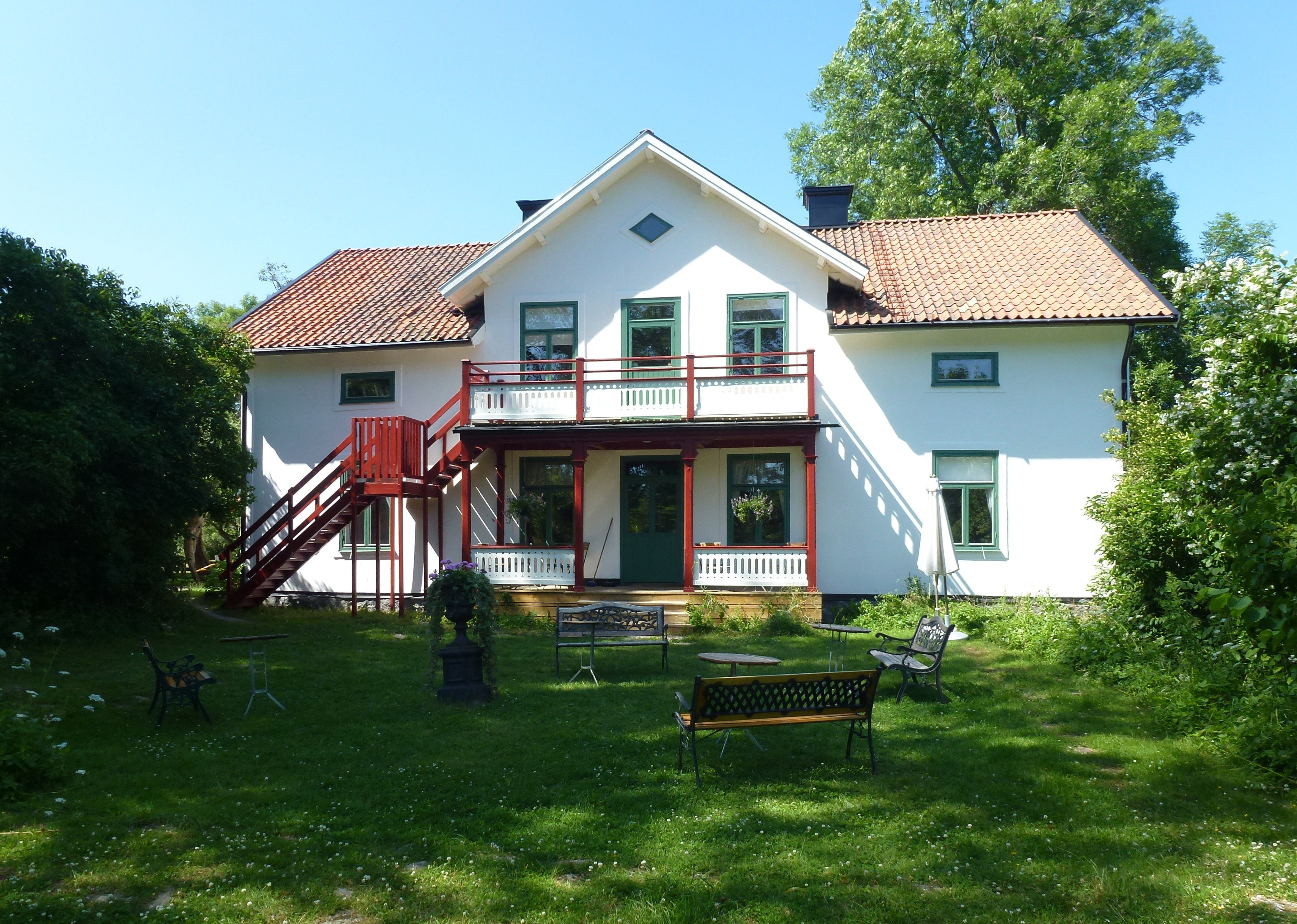
Prinsvillan.

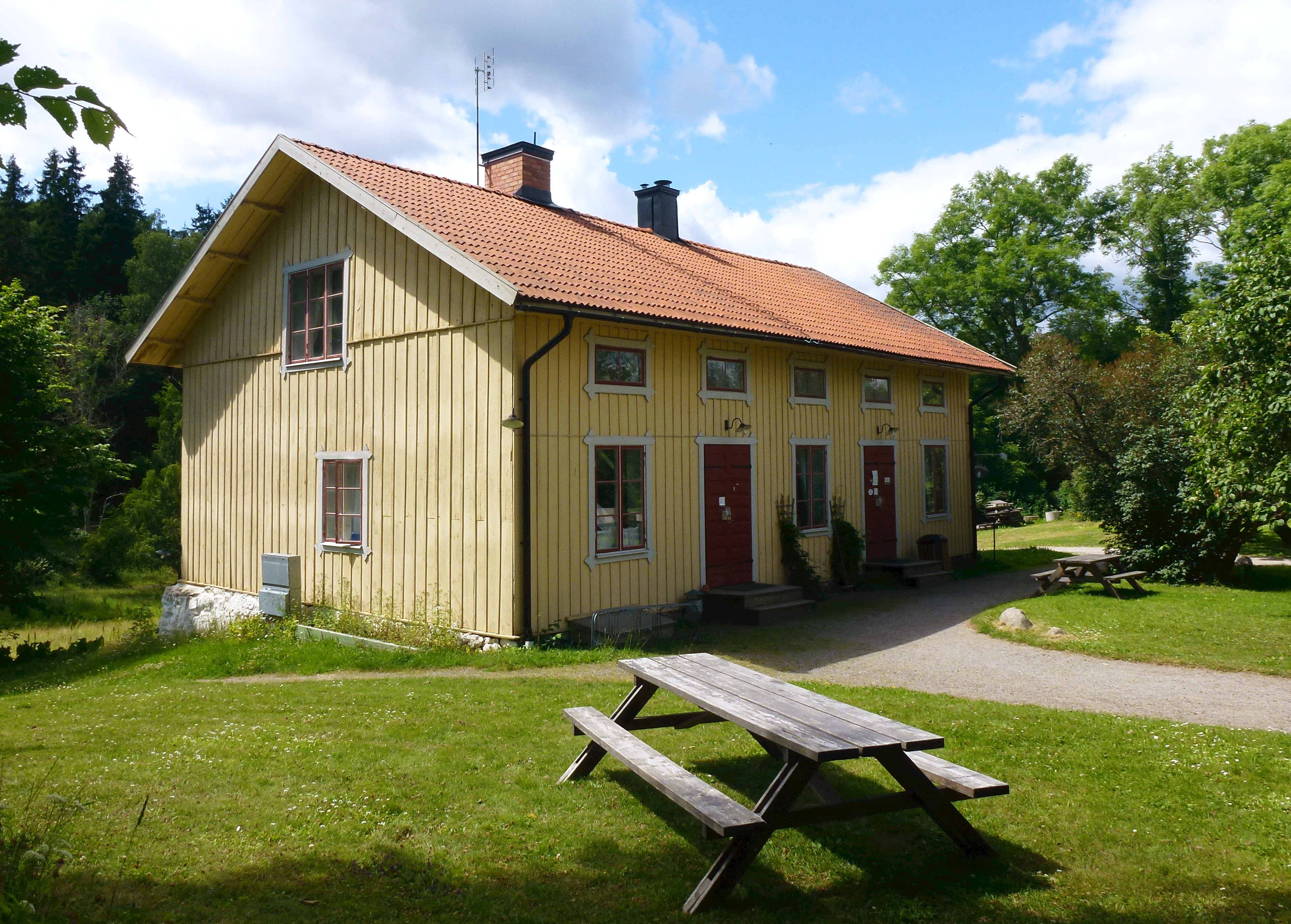
Handelsboden.

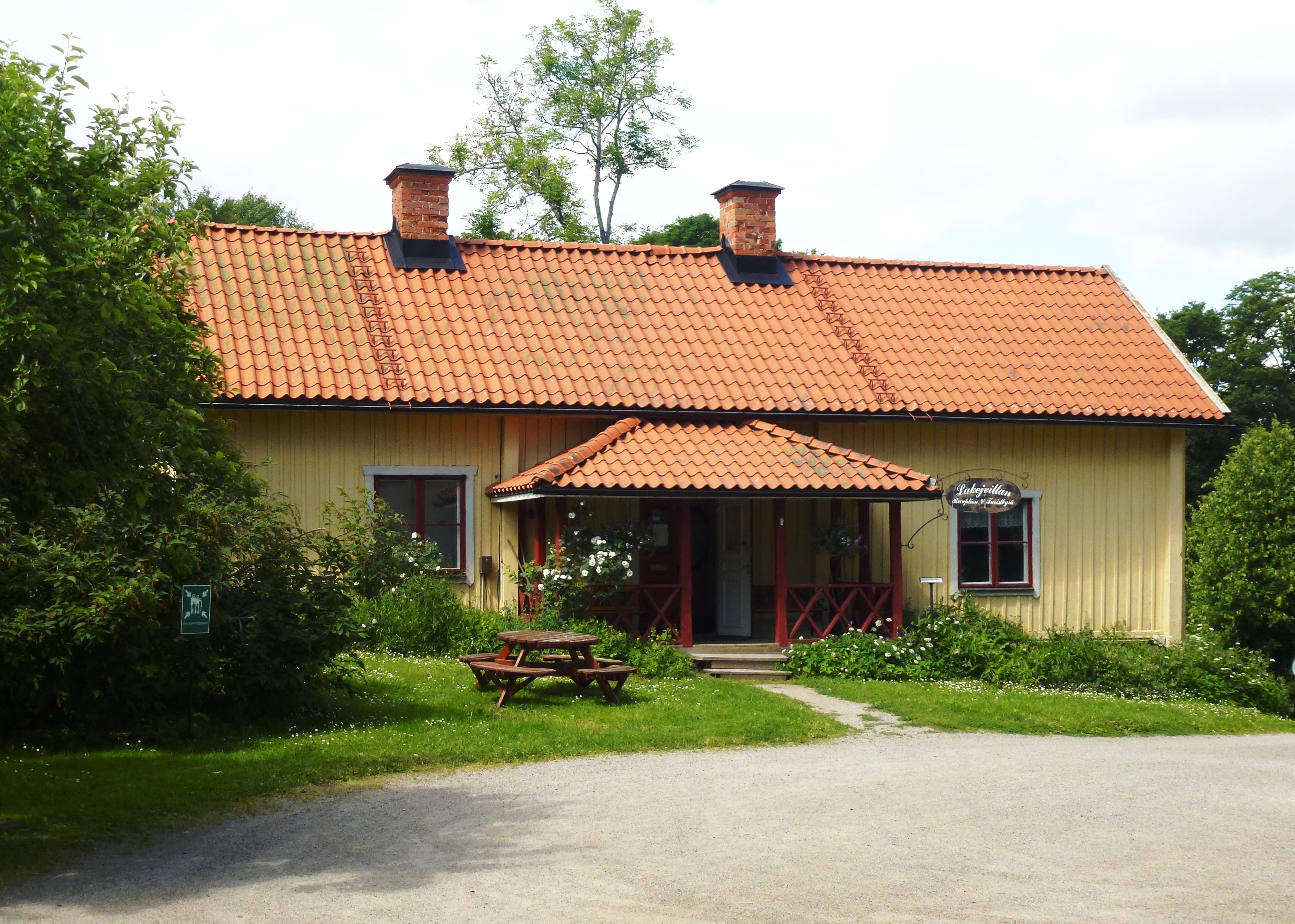
Lakejvillan.

Prinsvillan är en byggnad vid Tyresö slott i Tyresö kommun. Prins Eugen tillbringade här några somrar mellan 1894 och 1909 (därav namnet). Tillsammans med intilliggande ”Handelsboden” och ”Lakejvillan” bildar husen en liten bebyggelsegrupp som även kallas ”Lilla Tyresö”. Anläggningen nyttjas av Svenska turistföreningen som vandrarhem, turistinformation, konferenscenter och festvåning.

## Byggnader

### Prinsvillan
På den lilla kullen där Prinsvillan ligger, cirka 300 meter väster om Tyresö slott, uppfördes redan på 1400-talet stenborgen ”Tyresö hus”. År 1613 brann Tyresö hus, men återuppfördes strax därefter för att slutligen på 1660-talet ersättas av en ny gårdsanläggning, kallad ”Lilla Tyresö”. Denna gårdsanläggning försvann i sin tur under 1700-talets senare hälft. Från den tiden återstår bara den så kallade ”Lakejvillan”.
År 1884 byggdes på delar av Tyresö hus grund en rättarebostad, som sedermera skulle kallas ”Prinsvillan”. Anledning till namnet ”Prinsvillan” var att ”målarprinsen” Eugen tillbringade här några sommar kring sekelskiftet 1900. Under hans tid bildades en konstnärskoloni vid slottet. Bland de arbeten som prins Eugen skapade här finns bland ”Glimmande fönster” visande Tyresö slottet i kvällsljus och ”Molnet”, kanske prins Eugens mest kända målning, båda från 1895. Bland andra verk som inspirerades av Tyresömiljön märks ”Sommarnatt” (1895), ”Vårsol på ängen” (1894), ”Den ljusa natten” (1899) och ”Det stilla vattnet” (1901). Prins Eugen var även en flitig fotograf. Med sina fotografier dokumenterade han omgivningen och studerade landskapet och himlen.

### Handelsboden
Direkt sydväst om Prinsvillan ligger den gamla handelsboden som byggdes i slutet av 1800-talet samtidigt med rättarbostaden. Här kunde godsets arbetare och andra Tyresöbor handla de varor som inte producerades i trakten, exempelvis  specerier, kryddor, tyger och fotogen. Handlaren och hans familj bodde i huset. Innan handelsboden fanns var man tvungen att färdas den långa vägen in till Stockholm för att införskaffa varorna.

### Lakejvillan
Från den gårdsbebyggelse som fanns här på 1700-talet återstår idag bara Lakejvillan. Byggnaden är ett panelat timmerhus som kan dateras till 1700-talet, men som troligen är ännu äldre. Under markisen Claes Lagergrens tid på slottet bodde kuskar och annan personal här.

## Prins Eugens fotografier från Tyresö

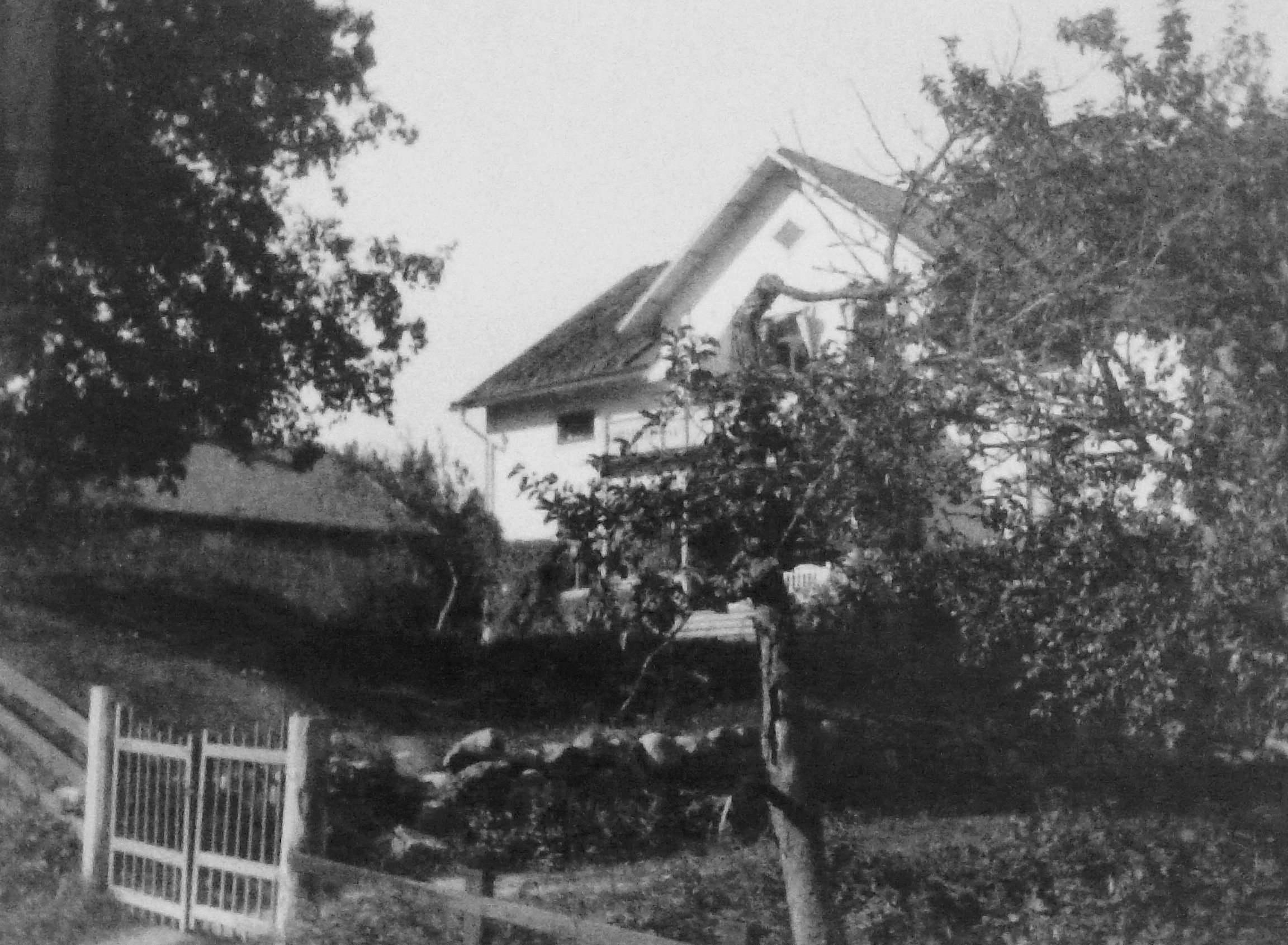
Prinsvillan omkring 1900
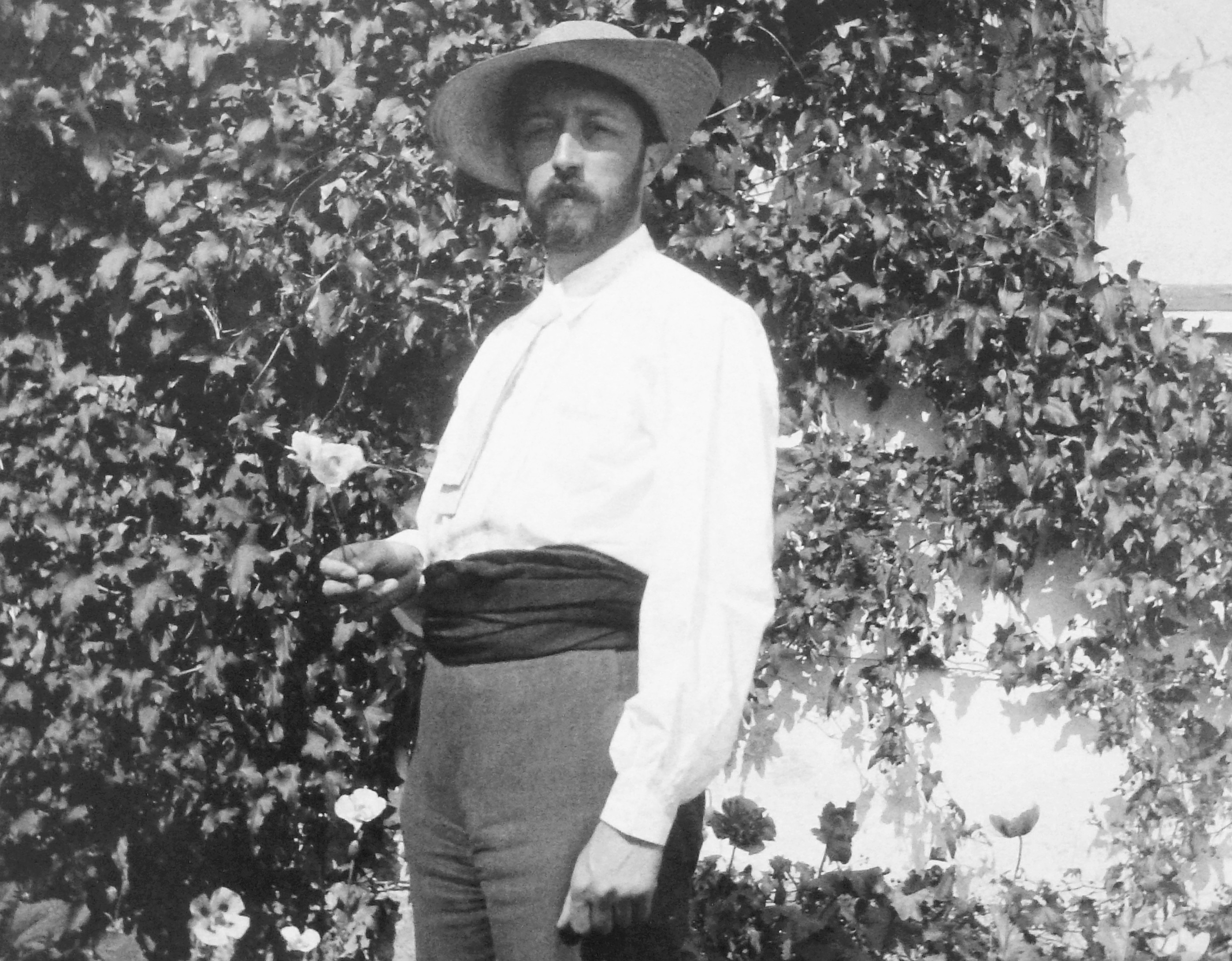
Prinsen framför Prinsvillan
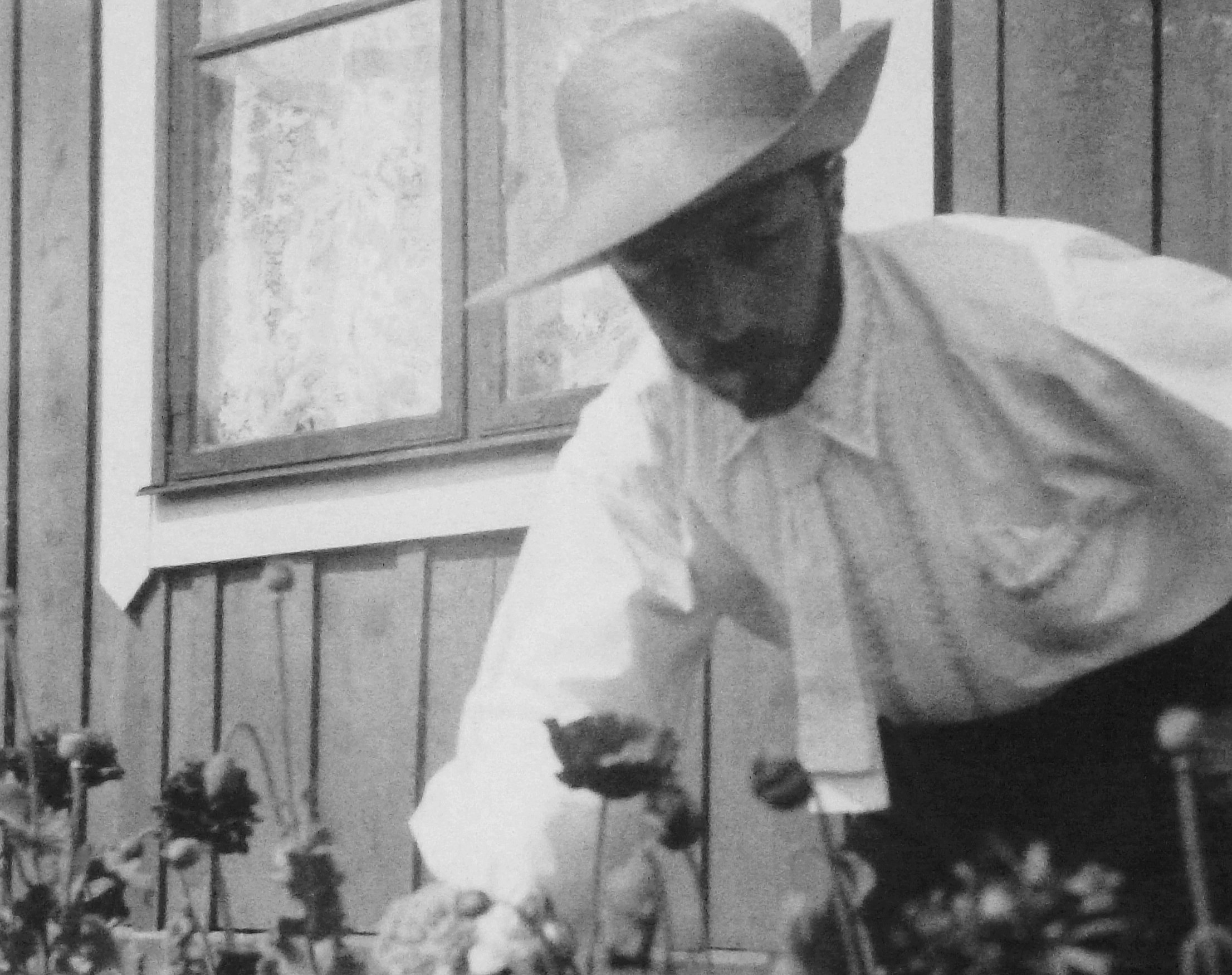
Prinsen i trädgården
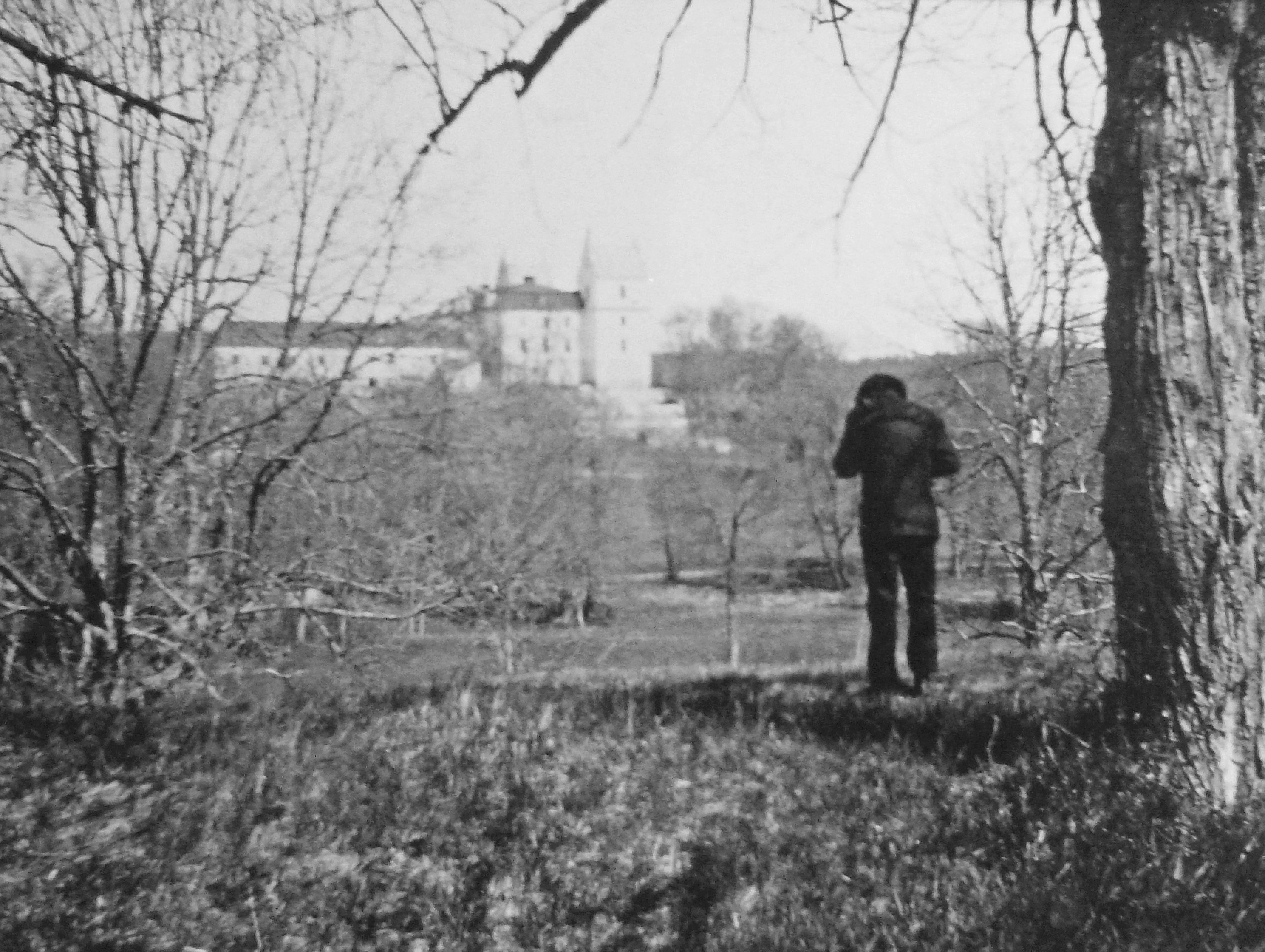
Prinsen fotograferar slottet